# Пламен Николов (футболист, р. 1985)
Вижте пояснителната страница за други личности с името Пламен Николов.
Пламен Венелинов Николов е български футболист, титулярната му позиция е централен защитник, силният му крак е десният.

## Състезателна кариера
Започва да тренира футбол през 1996 година в родния си град Плевен и в началото играе като опорен халф. Първият му треньор в школата на Спартак (Плевен) е Здравко Пешаков, а по-късно в спортното училище Продан Лазаров. Четири години по-късно, през 2000 г., пробва късмета си в ДЮШ на Левски (София) и след едноседмични проби е одобрен. Първият му треньор при „сините“ е Кристиян Войнов, а по-късно Любомир Симов, с когото набор 85 през 2001 г. стават републикански шампиони за юноши младша възраст. Следващият му треньор в школата Антони Здравков го преквалифицира в централен защитник и започва да го налага на този пост. При старшата възраст Николай Тодоров - Кайзера също го ползва на новия му пост. През 2004 г. тогавашният директор на школата Кирил Ивков го предлага на ръководството за професионален договор и футболиста подписва тригодишен такъв, но доиграва сезона при старшата възраст. В началото на новия сезон за наставник на първия състав е назначен Станимир Стоилов. Същият съобщава на Пламен Николов, че не вижда перспектива и няма да разчита на него за в бъдеще и футболиста разтрогва договора си с клуба. Николов се завръща в родния Спартак (Плевен) и подписва тригодишен договор. Тогавашният наставник на отбора от Б група Димитър Соколов е човекът, наложил Пламен Николов в професионалния футбол.

### Литекс
През 2006 г. след една контрола с Литекс (Ловеч) Люпко Петрович го харесва и младият защитник подписва четиригодишен договор с ловчалии. Дебютът му за „оранжевите“ в А група е на 13 август 2006 при гостуването на Рилски спортист. В този мач Литекс печелят с 1:3, а в края на мача Пламен Николов влиза на мястото на Живко Желев. До края на сезона записва едва 5 мача, но в следващия, след смяната на Петрович с Ферарио Спасов, записва цели 22 мача като титуляр. Следващите треньори на отбора – Миодраг Йешич, Станимир Стоилов, Ангел Червенков, Петко Петков и Любослав Пенев също му гласуват доверие. С отбора на Литекс е шампион на страната за 2009 – 10 година, двукратен носител на националната купа за 2008, 2009 г. и веднъж на Суперкупата през 2010. В края на 2010 г. чрез гласуване на страниците на клубния сайт, Пламен Николов е избран за „Най-добър футболист“ на Литекс за годината, както и за „Любимец на публиката“ от фенклуба на оранжевите. Същата година преподписва нов тригодишен договор, който е до месец юни 2013 г. С добрите си изяви привлича вниманието на редица водещи клубове. През декември 2010 година румънските медии съобщават за интерес от Динамо Букурещ към снажния бранител , а в началото на 2011 г. сръбския гранд Цървена звезда също се интересува от него.

### Том Томск
В началото на 2012 преминава под наем в Том Томск, а през зимния трансферен прозорец руският клуб откупува правата на футболиста. В края на сезона завършват на второ място във втора лига с което и промоция за елитната Руска Премиер Лига.

## Национален отбор
Няколко месеца след преминаването си в Литекс получава първата си повиквателна от наставника на младежкия национален отбор Александър Станков и с екипа на „младите лъвчета“ изиграва общо 10 срещи. На 30 септември 2007 г. Димитър Пенев го вика при мъжете за кварификациите на Евро 2008 срещу Нидерландия и Люксембург. Има записани срещи още срещу Кипър, Грузия, Белгия и ЮАР, а другите селекционери, прибягвали до услугите му са Станимир Стоилов и Лотар Матеус.

## Успехи
Литекс Ловеч
- Шампион (2): 2009 – 10, 2010 – 11
- Купа на България (2): 2008, 2009
- Суперкупа на България – 2010

## Личен живот
Любовта към футбола наследява от своите родители, също бивши спортисти. Бащата – Венелин Николов е вратар на Спартак (Плевен) от най-силните му години. Майката – Марияна Иванова е бивша волейболистка също на Спартак (Плевен).
Пламен Николов е женен за Гергана Николова, имат един син Алекс (род. на 2 юни 2010)